# زيون سوزوكي
زيون سوزوكي (باليابانية: 鈴木 彩艶) هو لاعب كرة قدم ياباني في مركز حراسة المرمى، ولد في 21 أغسطس 2002. لعب مع أوراوا رد دايموندز.

## وصلات خارجية
- زيون سوزوكي على موقع الاتحاد الدولي (مؤرشف)  (الإنجليزية)
- زيون سوزوكي على موقع رابطة كرة القدم اليابانية للمحترفين (اليابانية)
- زيون سوزوكي على موقع إي إس بي إن إف سي (الإنجليزية)
- زيون سوزوكي على موقع قاعدة بيانات كرة القدم.إي يو (الإنجليزية)
- زيون سوزوكي على موقع ليكيب (الفرنسية)
- زيون سوزوكي على موقع ناشيونال فوتبول تيمز (الإنجليزية)
- زيون سوزوكي على موقع Soccerbase.com (لاعب) (الإنجليزية)
- زيون سوزوكي على موقع Soccerway.com (الإنجليزية)
- زيون سوزوكي على موقع عالم كرة القدم.نت (الإنجليزية)
- زيون سوزوكي على موقع أوليمبيديا (الإنجليزية)